# Explosionsunglück in Hänigsen 1946

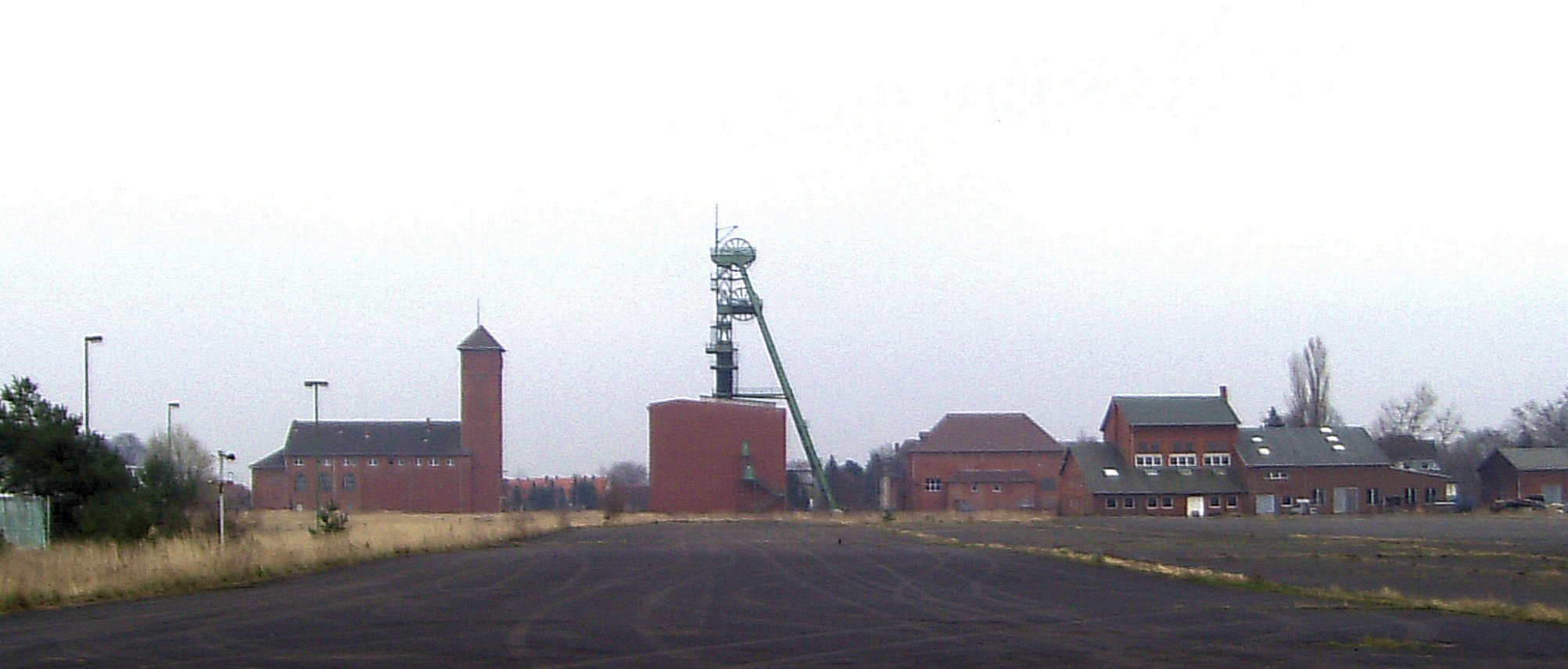
Gelände des Schachtes Riedel

Beim Explosionsunglück in Hänigsen am 18. Juni 1946 explodierten zwischen 10.000 und 12.000 Tonnen Munition beim zur Gemeinde Uetze gehörenden Dorf Hänigsen in der heutigen Region Hannover. Die Munition war im Kaliwerk Niedersachsen-Riedel als einem Teil der Heeresmunitionsanstalt Hänigsen eingelagert. Insgesamt 86 Menschen kamen dabei ums Leben. 

## Verlauf

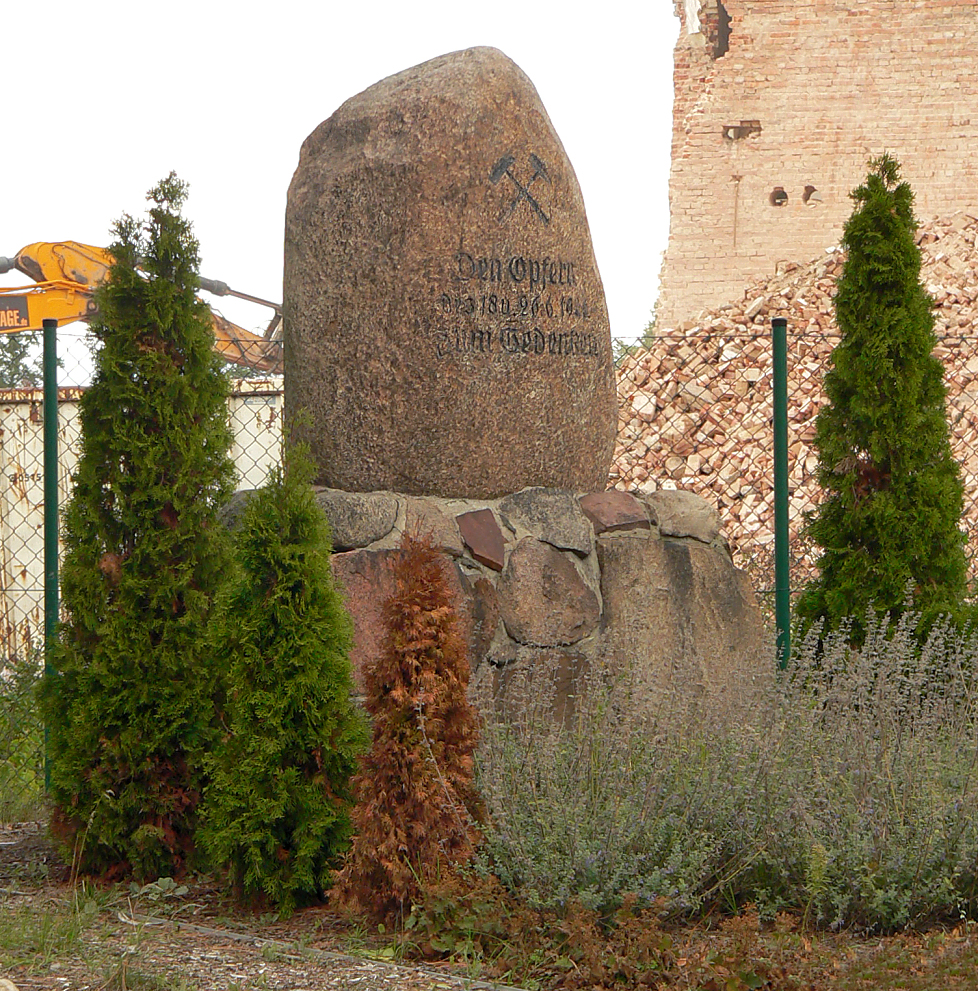
Gedenkstein zum Explosionsunglück auf dem Werksgelände

Im Bergwerk Riedel wurden während des Zweiten Weltkriegs Munition und chemische Kampfstoffe (Blaukreuzkampfstoffe) gelagert. Sie befanden sich in mehreren Kammern in 500 bis 700 Meter Tiefe.
Bei Bergungs- und Delaborierungsarbeiten, die seit längerem dort täglich stattfanden, kam es am 18. Juni 1946 zu einer Reihe unterirdischer Explosionen. Durch die Explosionen starben 82 Männer unter Tage und einer stürzte vom Förderturm. Unter den Toten waren 22 Ukrainer als frühere Zwangsarbeiter. Wenige Tage später kamen drei Angehörige eines Rettungstrupps ums Leben, die unter Tage an giftigen Gasen erstickten.
Die Umgebung wurde kontaminiert. Es gab Presseberichte, wonach im Umkreis von 20 km Gemüsepflanzen geschädigt wurden und es zu erheblichen Ernteausfällen kam. Als Ursache vermutete ein Munitionssachverständiger die Entzündung von losem Munitionspulver. Das Pulver war in Leinensäcke eingenäht, die vermutlich von den Beschäftigten unter Tage vorschriftswidrig aufgeschnitten wurden, um das Leinen als Stoff zu nutzen. Das Material war wegen des Mangels an Kleidung in der Nachkriegszeit begehrt.
Der Zustand und Verbleib der konventionellen und chemischen Kampfmittel ist nicht bekannt, da Teile der Anlage nicht mehr zugänglich sind. Das Bergwerk wird derzeit planmäßig geflutet. Vermutet werden in etwa 700 Meter Tiefe noch mindestens 30 Tonnen Sprengstoff.